# (32904) 1994 PU24
(32904) 1994 PU24 est un astéroïde de la ceinture principale d'astéroïdes découvert en 1994.

## Description
(32904) 1994 PU24 a été découvert le 12 août 1994 à l'observatoire de La Silla, au Chili, par Eric Walter Elst.

### Caractéristiques orbitales
L'orbite de cet astéroïde est caractérisée par un demi-grand axe de 3,18 ua, un périhélie de 2,49 ua, une excentricité de 0,22 et une inclinaison de 2,79° par rapport à l'écliptique. Du fait de ces caractéristiques, à savoir un demi-grand axe compris entre 2 et 3,2 ua et un périhélie supérieur à 1,666 ua, il est classé, selon la JPL Small-Body Database, comme objet de la ceinture principale d'astéroïdes.

### Caractéristiques physiques
(32904) 1994 PU24 a une magnitude absolue (H) de 14,1 et un albédo estimé à 0,078.